# Sirvan Ekici
Sirvan Ekici (* 2. Juli 1973 in Kırşehir, Türkei) ist eine österreichische Politikerin (ÖVP): Sie ist ehemalige Abgeordnete zum Wiener Landtag und Mitglied des Wiener Gemeinderats.

## Schulische und berufliche Laufbahn
Sirvan Ekici besuchte ab 1980 die Volksschule Kindermanngasse in Wien-Hernals und im Anschluss die Hauptschule Geblergasse in Hernals. 1988 wechselte sie auf das Oberstufenrealgymnasium Hegelgasse, wo sie 1992 maturierte. Sie begann danach ein Studium der Politikwissenschaften, sowie Publizistik und Kommunikationswissenschaften, das sie 1998 mit dem akademischen Grad Magistra der Philosophie abschloss. Nach ihrem Studium war Ekici 1999 Projektleiterin im Dr. Karl Lueger-Institut (Projekt: „Integration - Möglichkeiten des Miteinander“) und 2001 bis 2002 Projektmitarbeiterin an der Politischen Akademie im Rahmen des Projekts „Ausländer - Integration“.

## Politische Laufbahn
Sirvan Ekici war zwischen 2000 und 2005 Integrationsbeauftragte der ÖVP Wien. 2001 arbeitete sie am Wiener Stadtfest mit und war 2002 in der Zielgruppenwahlkampfkoordination bei den Nationalratswahlen 2002 beschäftigt. Sie kandidierte selbst als Kandidatin auf der Bundes- und Landesliste. 2004 war sie erneut in der Zielgruppen-Wahlkampfkoordination, diesmal für die Bundespräsidentschaftswahlen und die EU-Wahlen, engagiert. Sie war in diesem Jahr zudem Projektberaterin bei den Arbeiterkammerwahlen 2004 und wurde Leiterin der Frauenbewegung Margareten. Seit 2002 ist sie zudem Mitglied des Fachausschusses Inneres der ÖVP.
Am 18. November 2005 wurde Ekici als Abgeordnete zum Wiener Landtag und Mitglied des Wiener Gemeinderats angelobt. Diesem gehörte sie bis 2010 an.

## Privates
Sirvan Ekici ist geschieden und hat eine Tochter.
| Personendaten    | Personendaten                                          |
| ---------------- | ------------------------------------------------------ |
| NAME             | Ekici, Sirvan                                          |
| KURZBESCHREIBUNG | österreichische Politikerin (ÖVP), Landtagsabgeordnete |
| GEBURTSDATUM     | 2. Juli 1973                                           |
| GEBURTSORT       | Kırşehir, Türkei                                       |